# M/S Mars af Ålborg
|  | Denne artikel er oprettet af botten PalnaBot ud fra en ekstern database. Den kan derfor have sproglige fejl eller mangler. Denne skabelon kan fjernes efter kontrol af indholdet. |

M/S Mars af Ålborg er en film instrueret af Carsten Sønder.

## Handling
Filmen er et historisk aktuelt dagligdagsportræt af et ældre ægtepar, der sejler i den danske småskibsflåde. I dag er der kun tre familier tilbage. Filmen handler om familien Larsen. De er begge i pensionistalderen, og skibet, de ejer, er fra 1899. Deres tilværelse er bygget op omkring det fælles liv ombord - på familien som produktionssted.